# Левитський Леонід Макарович
Левитський Леонід Макарович (20 (8) березня 1892, Богуслав — ?, після 1960, за окремими відомостями 1973) — освітній діяч, науковець, доктор медичних наук.

## Життєпис
Народився в Богуславі у сім'ї викладача Богуславського духовного училища. Навчався спочатку в Богуславському духовному училищі (1902 училище було переведене до Києва і об'єднане з Києво-Подольським духовним училищем), а потім — у Київській духовній семінарії. 1910 поступив до Варшавського університету. У квітні 1913 одружився і до 1920-х років перебував у шлюбі з Оленою Іванівною Козловською.
1914 року закінчив повний курс природничого відділення фізико-математичного факультету університету і паралельно 2 курси медичного факультету. За конкурсну студентську працю «рос. Протоплазматические органоиды и их развитие в клетках верхушки роста корня Vicia Faba» був удостоєний золотої медалі ради університету. 
Працював викладачем природознавства і географії в Нікопольському комерційному училищі. Восени 1915 отримав університетський диплом зі ступенем кандидата природничих наук. У вересні 1917 перейшов на посаду викладача «природоведения, географии и естествознания» в 1-му Київському комерційному училищі. Водночас з січня 1918 до травня 1920 року працював приват-доцентом Українського народного університету в Києві. Також з травня 1919 (і до грудня 1920, з перервою) працював у вечірній робітничій школі № 5 (викладачем, директором, завідувачем, головою шкільної ради). Був інструктором позашкільного підвідділу Київського губернського відділу народної освіти, членом правління Союзу вчителів-інтернаціоналістів. Від грудня 1919 до травня 1920 займав посаду завідувача позашкільного підвідділу Київського губернського відділу народної освіти. Від січня 1920 — член КП(б)У. У травні–серпні цього ж року, під час відновлення в Києві за допомоги польських військ влади Директорії УНР, працював у Харкові у позашкільному відділі Наркомату освіти УСРР.
Від вересня 1920 року завідував Київським губернським відділом народної освіти. Активно проводив політику українізації освіти, однак через періодичні конфлікти з керівником Київського губкому КП(б)У і Київського губвиконкому Яном Гамарником змушений був змінити роботу. Від грудня 1921 — ректор і політичний комісар Київського медичного інституту, а згодом — також «куратор» (на громадських засадах) Всеукраїнської академії наук та інших київських наукових установ: у червні 1921 — лютому 1922 — представник Наркомату освіти УСРР при ВУАН, з 1922 до 1930року — голова Київського бюро Наукового комітету Укрголовпрофосвіти (з 1924 року посада називалася уповноважений Укрнауки в Києві). Ініціював створення у Києві науково-дослідних кафедр як «радянської альтернативи» ВУАН. 
1929 року закінчив аспірантуру. Водночас (з 1922) — студент (поступив на 3 курс), а з 1926 — аспірант кафедри факультетської терапевтичної клініки Київського медичного інституту, працював під керівництвом Феофіла Яновського. Опікувався забезпеченням медичного інституту належними приміщеннями, клінічною базою, кадрами тощо. Був фундатором і першим головою Наукового товариства студентів-медиків при інституті, організував видання трьох випусків збірника праць членів товариства. Був також членом редколегії і редактором відділу організації медичної освіти друкованого органу інституту «Українські медичні вісті», де особисто опублікував матеріали з проблеми легеневих кровотеч. 
У квітні 1927 залишив посаду ректора і перейшов на постійну роботу до ВУАН. 1928 був підданий жорсткій критиці групою студентів медичного інституту в газеті «Правда» (3 жовтня, № 230) за діяльність на посаді ректора, але ЦК КП(б)У після розслідування визнав звинувачення на його адресу безпідставними, а характер статті «антипартійним». 1928 призначений членом Комісії з обстеження ВУАН, яка розпочала реформу академії. Був заступником керівника так званої Партійної частини Президії ВУАН. У 1929 році в Київському медичному інституті публічно захистив працю на звання старшого наукового співробітника. 1930 головував у комісії з обслідування архівів ВУАН. Невдовзі був звільнений від обов'язків уповноваженого Укрнауки в Києві. Від жовтня 1930 працював старшим науковим співробітником ВУАН і паралельно асистентом кафедри клінічної терапії Київського медичного інституту, а з грудня 1930 — також і заступником директора новоствореного Інституту експериментальної біології і патології Наркомату охорони здоров'я УСРР. Після смерті Феофіла Яновського здійснював наукові дослідження під керівництвом академіка ВУАН Миколми Стражеска. До 1932 залишався представником Наркомату освіти УСРР у Раді ВУАН. Брав участь у перемовинах із Олександром Богомольцем і Данилом Заболотним щодо їх переходу на роботу до ВУАН. 1932 опублікував 4 наукові статті в «Журналі медичного циклу ВУАН».
31 липня 1933 звинувачений у затримуванні просування пролетарських кадрів під прикриттям висування українських кадрів і виключений з партії як «класовий ворог, буржуазний націоналіст-дворушник». За 2 тижні потому заарештований і за сфальсифікованим звинуваченням в участі у контрреволюц. організації рішенням Судової трійки при колегії ДПУ УСРР від 14 лютого 1934 засланий на 3 роки до Казахстану. Покарання відбував у м. Уральськ, був призначений зав. медсанчастини місц. виправно-трудової установи та інспектором з медично-санітарного обслуговування місць ув'язнення Західно-Казахстанської обл. У вересні 1935 постановою Особливої наради при НКВС СРСР переведений до м. Саратов, працював консультантом, а згодом — зав. терапевтичного від-ня поліклініки № 5 при Саратовському з-ді комбайнів. Після завершення у серпні 1936 строку покарання залишився працювати на тій самій посаді. Підготував низку наукових праць (залишилися в рукописах). У травні 1939 написав лист до ЦК ВКП(б) з клопотанням про допомогу. У березні 1940 захистив у Саратовському мед. ін-ті канд. дис. «Об изменении гемостатической функции организма после облучения рентгеновскими лучами внутренних органов». Від липня 1940 займав посаду лікаря поліклініки з-ду № 17 у підмосковному Подольську. З початком окупації вермахтом зх. регіонів СРСР (див. Друга світова війна) у липні 1941 мобілізований і кілька місяців був нач. від-ня в евакогоспіталі № 2942. Після розформування госпіталю і у зв'язку з хворобою у грудні 1941 був демобілізований і призначений зав. терапевтичним від-ням лікарні № 47 у Москві. Від травня 1942 переведений зав. відділенням порушеного харчування, згодом — старшим науковим співробітником клініки лікувального харчування Інституту харчування Академії медичних наук СРСР. 1943–47 був також учасником і двічі керівником щорічних експедицій з вивчення септичної ангіни. 1948 отримав учене звання старшого наукового співробітника.
Писав численні клопотання про реабілітацію.
На поч. 1950-х знову ледве не став жертвою чергової хвилі репресій: у доповідній записці В. Абакумова про «засміченість кадрів» Ін-ту харчування Академії мед. наук СРСР згадано і прізвище Левитського.
1954 захистив докторську дисертацію «Проницаемость капилляров периферической сосудистой системы при нарушении питания и влияние на ее белка в пищевых режимах». Досліджував також особливості харчування хворих, у яких через ракове захворювання було видалено шлунок, та проблеми лікувального харчування при ожирінні.
У червні 1957 реабілітований, а в грудні цього ж року рішенням Комітету партійного контролю при ЦК КПРС поновлений у партії.
У різні роки опублікував кілька газетних статей з проблем організації освіти й науки, а також близько 40 наукових робіт у журналах «Вопросы питания» і «Клиническая медицина» й фунадментальну монографію (у співавт.) з проблем ожиріння (нині не втратила свого значення і користується значною популярністю).
На початку 1960-х років вийшов на пенсію.

## Громадська й політична діяльність
У 1920-тих роках декілька разів обирався членом Київської міськради, Київського губвиконкому, Київському міському комітету КП(б)У, правління Київського губвідділу профспілки працівників освіти та інших місцевих партійних і радянських органів.

## Нагороди
Нагороджений медалями «За оборону Москви», «За перемогу над Німеччиною», «За доблесну працю у Великій Вітчизняній війні 1941—1945 рр.»